# Nanocebulka
Nanocebulki – struktury zaliczane do fulerenów, będące wielowarstwowymi sferami złożonymi z atomów węgla. Powstają m.in. w reakcji dihydratu chlorku miedzi(II) z węglikiem wapnia w temperaturze 600 °C.